# Hileolaspis auratus
Hileolaspis auratus är en skalbaggsart som först beskrevs av Carl von Linné 1758.
Hileolaspis auratus ingår i släktet Hileolaspis och familjen långhorningar. Arten förekommer i Sydamerika. Inga underarter finns listade i Catalogue of Life.